# 流畅设计体系
流畅设计体系、官方全称微软流畅设计体系（Microsoft Fluent Design System），是微软于2017年开发的设计语言。流畅设计是Microsoft Design Language 2的改版，其中包含为未來所有面向的Windows设备和平台设计的软件中的设计和交互的指导原则。该体系基于五个关键元素：光感，深度，动效，材质及缩放。 新的设计语言包括更多对动效、深度及半透明效果的使用。过渡到流畅设计体系是一个长期项目，没有具体的完成目标，但是从2017年的创作者更新以来，新设计语言的元素已開始被融入到个别应用程序。它在2017年10月的Windows 10秋季创作者更新中被更广泛的使用，微软也表示，该设计体系不会在2017年秋季创作者更新内完成。
微软于2017年5月11日的Microsoft Build 2017开发者大会上公开了该设计体系。